# Srđan Vasić
Srđan Vasić (Beograd, 24. april 1976) srpski je diplomirani pravnik i privrednik.

## Biografija
Osnovnu i srednju školu je završio u Beogradu. Po zanimanju je master bezbednosti i diplomirani pravnik. Vlasnik je više internacionalnih kompanija. Biznisom se bavi od svoje 19. godine, a od 2000. godine vlasnik je firme (CMC Group) koja je kasnije prerasla u grupaciju različitih kompanija pod imenom Satelit Group.
U okviru grupacije posluje hotel Klub Satelit na Zlatiboru. Pored ugostiteljstva, grupacija se bavi trgovinom, turizmom, proizvodnjom, građevinarstvom, marketingom, konsaltingom. Satelit Group uglavnom posluje u Srbiji i drugim zemljama Balkana, a od 2017. godine i u Ujedinjenim Arapskim Emiratima. Grupacija zapošljava oko 100 osoba. Godine 2009. osnovao je školu novinarstva Opus, čije je bio vlasnik. Autor je knjige koja je vezana za prodaju, izdata 2011. гodine.
Dobitnik je više nagrada za donatorski i humanitarni rad, inovacije i poslovne nagrade, javni je govornik i motivacioni trener.
Oženjen je, otac dvoje dece. Živi i radi na relaciji Dubai — Beograd.

## Članstvo
- član i bivši predsednik Rotary kluba u Srbiji i asistent guvernera Rotary kluba,
- član je upravnog odbora Društva Lobista Srbije,
- član Ruskog poslovnog kluba,
- član je Arapskog centra za međunarodnu saradnju,[4]
- član IPA-International Police Association,
- član IPO-International Police Organisation,
- osnivač je Privredne Komore Zelene Srbije,
- ambasador Strukovnog udruženja sektora bezbednosti.

## Spoljašnje veze
- Zvanični veb-sajt
- „Profil - Iva Strljic / Srdjan Vasic - (TV KCN) - 5”. You Tube. Приступљено 2. 1. 2022.
- „Prodaja od A do Š - Epizoda 3. Srđan Vasić”. You Tube. Приступљено 2. 1. 2022.